# Bernard Freyberg, 1. Baron Freyberg

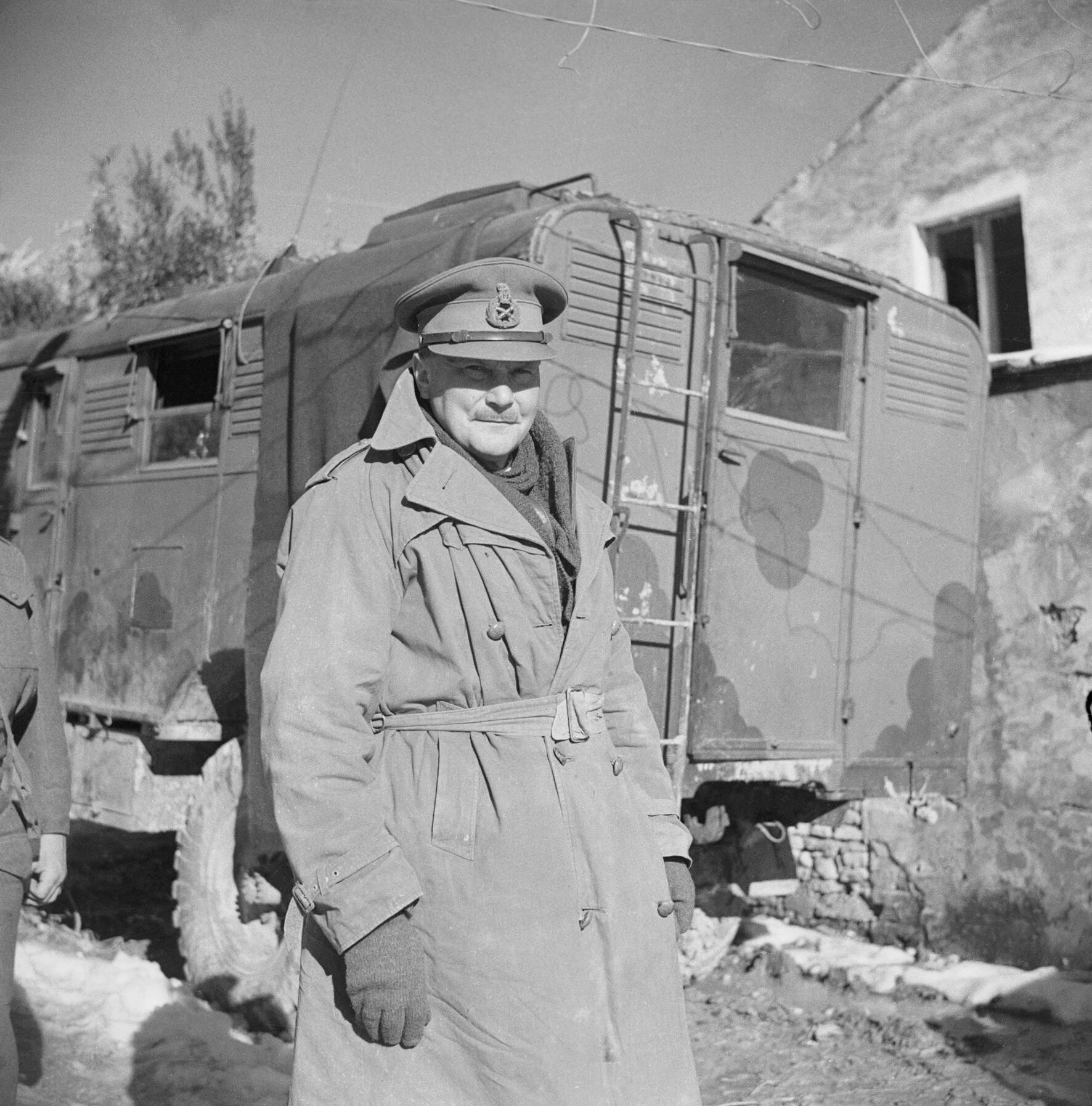
Bernard Freyberg in Monte Cassino (3. Januar 1944)

Bernard Cyril Freyberg, 1. Baron Freyberg, VC, GCMG, KCB, KBE, DSO & Three Bars (* 21. März 1889 in Richmond upon Thames; † 4. Juli 1963 in Windsor) war ein britischer General im Ersten und Zweiten Weltkrieg und von 1946 bis 1952 Generalgouverneur Neuseelands und vertrat damit die Staatsoberhäupter Georg VI. und Elisabeth II.

## Leben
Freyberg wurde als Sohn von James Freyberg und Julia Hamilton geboren. Im Alter von zwei Jahren zog er mit seinen Eltern nach Neuseeland. Hier besuchte er von 1897 bis 1904 das Wellington College. In seiner Jugend errang er mehrere Titel bei den neuseeländischen Schwimmmeisterschaften. 1911 wurde er als Zahnarzt zugelassen. Anfang 1914 verließ er Neuseeland und bereiste San Francisco und Mexiko.
Nach dem Kriegsausbruch im August 1914 ging er ins Vereinigte Königreich, wo er sich bei Winston Churchill um die Aufnahme in das Hood-Bataillon der neu aufgestellten Royal Naval Division bewarb. Mit diesem nahm er an der Verteidigung Antwerpens sowie an der Schlacht von Gallipoli 1915/16 teil. Im Juni 1915 wurde er Kommandeur des Bataillons. Im Mai 1916 wurde es nach Frankreich verlegt, wo es an der Schlacht an der Somme teilnahm. Hier erhielt Freyberg am 13. November 1916, nachdem er bei einem Angriff nahe Beaucourt-sur-l’Ancre mehrfach verwundet wurde, das Victoria-Kreuz. Im April 1917 übernahm er im Brevet-Rang eines Brigadegenerals den Befehl über eine Brigade und später über die 29th Division. Insgesamt wurde er während des Krieges neunmal verwundet. Er wurde dreimal mit dem Distinguished Service Order sowie mit dem französischen Croix de guerre ausgezeichnet.
In der Zwischenkriegszeit diente Freyberg bei den Grenadier Guards und in der Territorial Army. 1922 heiratete er Barbara McLaren, geborene Jekyll, die zwei Kinder aus erster Ehe mitbrachte und 1923 den Sohn Paul gebar. 1933 erhielt er eine Stelle im War Office.
1937 wurde Freyberg als dienstuntauglich aus der Armee entlassen, nach dem Ausbruch des Zweiten Weltkriegs aber reaktiviert. Er erhielt im November 1939 das Kommando über die 2. neuseeländische Division und gleichzeitig den Oberbefehl über die New Zealand Expeditionary Force (NZEF), die er ab 1940 in Ägypten aufstellte. Mit der NZEF nahm er an den Kämpfen in Griechenland 1941 teil. Nach der Evakuierung der alliierten Truppen vom Festland Ende April 1941 wurde er zum alliierten Befehlshaber auf Kreta ernannt. Die Verteidigung Kretas gegen deutsche Fallschirmjäger im Mai 1941 scheiterte. Vom 28. Mai bis zum 1. Juni mussten die alliierten Truppen evakuiert werden. Freyberg selbst wurde in der Nacht zum 31. Mai, auf Anweisung des britischen Generalstabes, ausgeflogen.
Mit dem NZEF nahm Freyberg im Verbund mit der von Bernard Montgomery geführten britischen 8. Armee an den Kämpfen in Nordafrika teil. 1943 wurde er mit dem New Zealand Corps als Teil der 5. US-Armee nach Italien verlegt, wo er unter anderem an der Schlacht um Monte Cassino und an den Kämpfen um die Gotenstellung beteiligt war. Freyberg wurde vor allem nach dem Krieg für die von seinen Vorgesetzten gebilligte Forderung, die berühmte Benediktinerabtei Montecassino aus der Luft zu bombardieren, kritisiert.
Nach dem Kriegsende 1945 schied Freyberg im Rang eines Generalleutnants aus dem Armeedienst aus. 1946 wurde er zum Generalgouverneur von Neuseeland ernannt und übte diese Funktion bis 1952 aus. 1951 wurde er als Baron Freyberg, of Wellington in New Zealand and of Munstead in the County of Surrey, in den erblichen Adelsstand aufgenommen. Von 1953 bis zu seinem Tod diente er als „Deputy Constable and Lieutenant-Governor“ von Windsor Castle. Er starb am 4. Juli 1963 und wurde auf dem Kirchhof von St Martha-on-the-Hill in Guildford (Surrey) beerdigt.
Zum Gedenken an ihn und seine militärischen Leistungen wurden in der Antarktis die Alamein Range, die Salamander Range und die Freyberg Mountains benannt.